# Gobierno de la Comandancia General de las Fuerzas Armadas de Rusia del Sur
El Gobierno de la Comandancia General de las Fuerzas Armadas de Rusia del Sur  fue un órgano del gobierno del Rusia del Sur, formado por el comandante en jefe de las Fuerzas Armadas de Rusia del Sur, Antón Denikin, el 30 de diciembre de 1919 y en sustitución de la Comandancia General de las Fuerzas Armadas de Rusia del Sur . El general Lukomsky se convirtió en presidente del gobierno. En marzo de 1920, el Gobierno de la Comandancia General de las Fuerzas Armadas de Rusia del Sur   fue abolido y reemplazado por el Gobierno del Sur de Rusia.